# Libelo de sangue
Libelos de sangue são alegações que acusam os judeus de assassinarem crianças cristãs (ou não judias)  para usarem o sangue das vítimas sacrificadas em rituais religiosos.
Historicamente, essas alegações — juntamente com as de envenenamento de poços e profanação de hóstias — têm sido um tema principal da perseguição de judeus na Europa.
Os libelos de sangue tipicamente afirmam que os judeus exigem sangue humano para fabricar matzá (pão sem fermento) para o Pessach (páscoa judaica), embora esse elemento, ao que parece, estivesse ausente nos primeiros casos que alegavam que os judeus da época reencenavam a crucificação. As acusações muitas vezes afirmam que o sangue dos filhos dos cristãos é especialmente cobiçado e, historicamente, foram feitas alegações de libelo de sangue a fim de explicar as mortes suspeitas de crianças pequenas. Em alguns casos, as supostas vítimas de sacrifício humano tornaram-se veneradas como mártires cristãs. Essas crianças  tornaram-se objeto de cultos e veneração locais e, em alguns casos, foram adicionadas ao Calendário Romano Geral. Mais tarde a Igreja Católica, reexaminando os casos, aboliu tais cultos. Contudo, uma dessas crianças, Gabriel de Bialystok, ainda é considerado santo pela Igreja Ortodoxa.

## Libelos de Sangue contra Judeus

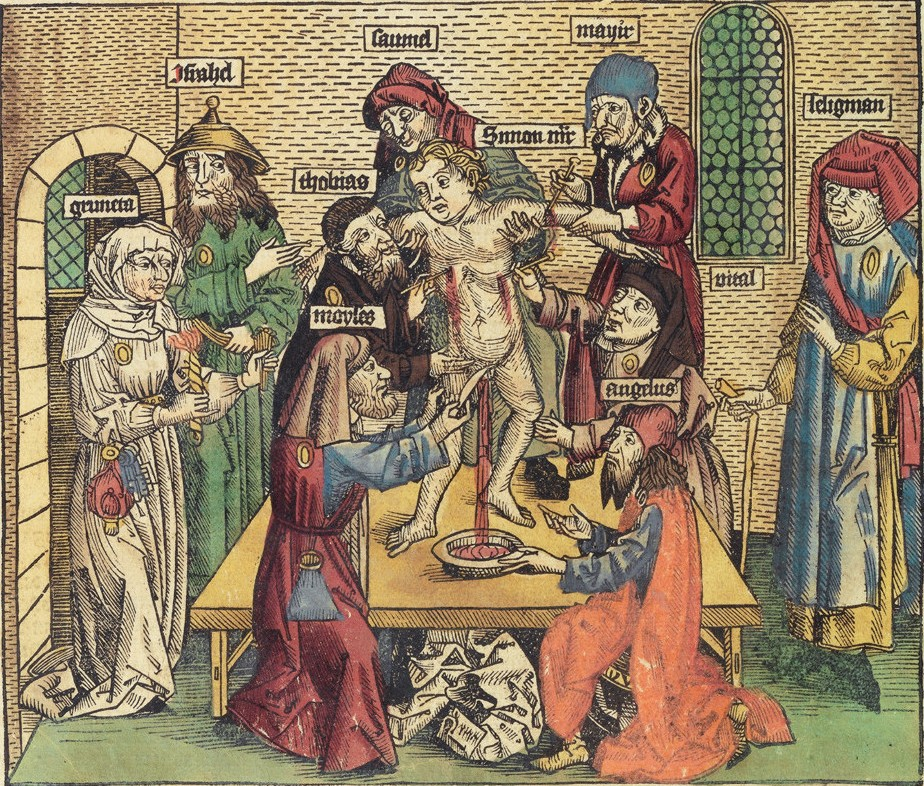
Antissemitismo: Gravura alemã do livro Crônica de Nuremberg, publicado em latim e em alemão em 1493, representando o dito martírio de um menino italiano chamado Simão de Trento, supostamente pelas mãos de judeus maliciosos.

Os Judeus são, de longe, os indiciados mais frequente de Libelo de Sangue na história. Libelo de Sangue contra os judeus era uma forma comum de antissemitismo na Idade Média. Com exceção dos sacríficios de animais no Kosher, não há nenhum ritual envolvendo sangue humano na lei judaica ou em seus costumes. O primeiro caso conhecido de Libelo de Sangue contra os judeus está nos escritos de Apião, que afirmava que os judeus sacrificavam vítimas gregas em seus templos. Após este evento, não há registros de libelos de sangue contra judeus até à lenda envolvendo o menino William de Norwich, no século XII, que surgiu na Crônica de Peterborough. O Libelo se tornou, desde então, uma acusação cada vez mais comum. Em muitos casos subsequentes libelos anti-semíticos serviram de base para um "culto do libelo de sangue", na qual era alegado que o sacrificado era venerado como um mártir cristão. Muitos judeus foram mortos em decorrência de falsos libelos de sangue, o que continuou durante o Séc. XX, com o Julgamento Beilis na Rússia e o Pogrom Kielce na Polônia. Histórias sobre Libelo de Sangue ainda continuam no mundo árabe.[carece de fontes?]

## Libelos de Sangue contra Cristãos
Durante os séculos I e II, comentaristas romanos tinham várias interpretações sobre o ritual da Eucaristia e demais práticas cristãs relacionadas. Durante a celebração da Eucaristia, os cristãos bebem vinho tinto graças à célebre frase "Este é o sangue de Jesus Cristo". A propaganda de que os cristãos literalmente bebiam sangue baseados em sua crença na transubstanciação foi seguidamente utilizada para apoiar a perseguição dos seguidores de Jesus Cristo.
Na Mandaean escritura Ginza Rba, um suposto grupo cristão chamado os "Minunei" são acusados disso contra os judeus: "Eles matam uma criança judia, eles tiram seu sangue, eles o cozinham em pão e o oferecem como comida." (Ginza Rba 9.1).

## Mitos Contemporâneos de Libelo de Sangue no Ocidente
Acusações de assassinatos ritualísticos estão atualmente atingindo outros grupos.
Uma alegação afirmava que médicos que praticavam aborto na República Popular da China consideravam o feto uma iguaria e o comiam. Essa história, relatada em Hong Kong por Bruce Gilley, foi investigada pelo senador Jesse Helms, e trabalhos de arte grotescos, remanescentes de representações tradicionais de libelos de sangue, fizeram parte de várias campanhas antiaborto.  O único uso para tecido humano fetal no campo de pesquisa médico é relacionado a células tronco.
Outro mito de libelo de sangue contemporâneo nos Estados Unidos alega, falsamente, que tanto neopagãos quanto satanistas usam sangue humano, abuso sexual, assassinato, especialmente de crianças, em seus ritos. Frequentemente o satanismo, todas as diversas religiões neopagãs, e de vez em quando o Catolicismo Romano e denominações cristãs liberais ou não-fundamentalistas, são descritas como expressões de uma antiga e monolítica conspiração global de adoradores do diabo. Mike Warnke (The Satan Seller), Bill Schnoebelen (Wicca: Satan's Little White Lie), Lawrence Pazder e Michelle Smith (Michelle Remembers), Jon Watkins , Bill Pricer, e Ken Wooden (Child Lures) são algumas das vozes desses libelos.[carece de fontes?]
Muitos grupos judaicos ficaram chocados pela publicação, em 2003, pelo jornal britânico The Independent, de uma ilustração figurando Ariel Sharon a comer um bebê. O governo israelense reclamou à Press Complaints Commission que a ilustração aludia ao libelo de sangue de judeus comendo crianças cristãs; Dave Brown, o autor, respondeu que a ilustração era na realidade inspirado pela pintura Saturno devorando um filho, de Francisco de Goya, e não tinha intenções antissemitas. A comissão aceitou o argumento de Brown, afirmando que "não há nada inerentemente antissemita na imagem de Goya ou acerca do mito de Saturno devorando suas crianças, que já havia sido usado anteriormente para satirizar outros políticos acusados de sacrificar suas próprias 'crianças' por motivos políticos". A ilustração acabou por dar a Brown o prêmio "Political Cartoon of The Year", da sociedade britânica Political Cartoon Society.
O primeiro ministro italiano Silvio Berlusconi, em sua fracassada tentativa à reeleição em março de 2006, disse que comunistas tem um histórico de cozinhar bebês. "Eu fui muitas vezes acusado de afirmar que comunistas comem criancinhas", disse  Berlusconi em um comício do partido Forza Italia. "Vá em frente e leia o livro negro do comunismo, e você descobrirá que, sob a China de Mao, eles não comiam criancinhas, mas as cozinhavam para fertilizar os campos." Apesar de Berlusconi haver negado em 2006 que tinha afirmado que comunistas "comiam criancinhas", na campanha de 2001, ele afirmou: "Eu posso organizar uma conferência na qual provarei que comunistas realmente comeram criancinhas e fizeram coisas ainda piores".

## O Declínio da Crença nos Rituais de Morte
A crença no assassinato ritual gradualmente desapareceu da corrente principal do cristianismo e meninos-mártires foram eliminados do calendário oficial de santos católicos.